# Edgar Meyer (Maler)

See in den Bergen (Gouache-Malerei)

Edgar Meyer (* 5. September 1853 in Innsbruck; † 21. Februar 1925 in Aldrans) war ein österreichischer Landschaftsmaler der Düsseldorfer Schule.

## Leben
Edgar Meyer wurde am 5. September 1853 in Innsbruck als Sohn des Liebhaberaquarellisten Martin Meyer (1821–1897) geboren. Er studierte an der Akademie der Bildenden Künste München, 1874 bis 1878 an der Kunstakademie Düsseldorf bei Eugen Dücker, sowie in Venedig und Rom. 1880 bis 1881 war er Mitglied des Düsseldorfer Künstlervereins Malkasten. Ab 1886 war Meyer als Professor an der Kunstschule in Weimar tätig.
Seine jüdische Ehefrau Berta Juillerat-Chasseur (1874–1939) verließ ihn. Sie war aber noch nicht geschieden, als sie im Sommer 1897 Emil Nikolaus von Reznicek kennenlernte und mit diesem Mannheimer Hofkapellmeister offen zusammenlebte. Dies war für jene Zeit ein Skandal, zumal, als 1898 der gemeinsame Sohn Emil-Ludwig unehelich zur Welt kam. Reznicek wurde danach aus seiner Mannheimer Stellung als Dirigent weggemobbt.
Daneben gründete der entschiedene Gegner Habsburgs und Italiens den Tiroler Volksbund. Ferner fungierte Meyer als Mitbegründer des Tiroler Volkskunstmuseums, für das er viele Gegenstände sammelte. Dazu ließ er die Ruine Welfenstein bei Sterzing im romantischen Stil umbauen und mit einer großen Sammlung ausstatten. Dieses Gebäude fiel allerdings im Jahr 1918 einem Brand zum Opfer.
Edgar Meyer verstarb am 21. Februar 1925 im Alter von 71 Jahren in Aldrans bei Innsbruck.

## Wirken
Edgar Meyer schuf in einem an den Impressionismus anklingenden Stil Aquarelle und Gouachebilder, auch großen Formats, besonders Gebirgslandschaften und Schlösser. Seine Werke befinden sich im Ferdinandeum und in Privatbesitz.

## Werke (Auswahl)

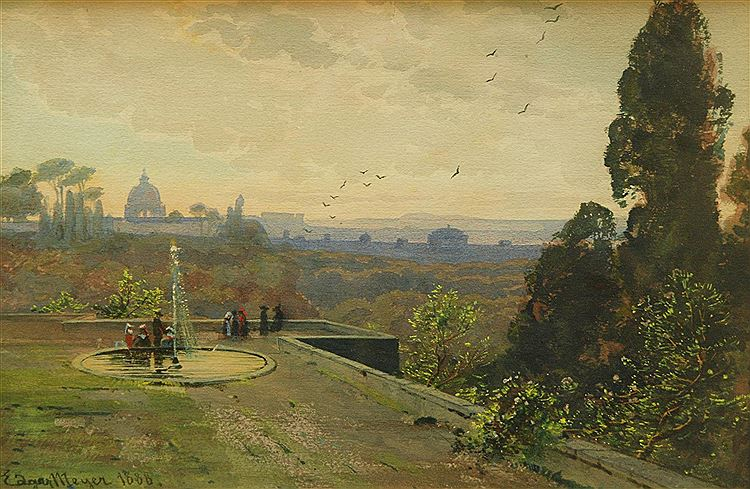
Blick auf Rom, 1880

- Partie aus Palermo, 1873
- Blick auf Rom, 1880
- Aus Eppan, 1885
- Am Rhein bei Düsseldorf
- Marktplatz in Verona
- Abend in der römischen Campagna[2]
- Das Cap der Circe bei Terracina
- Monte Cristallo in Ampezzo
- Der Marktplatz in Venedig